# النادي المجازي
النادي المجازي هو فريق كرة قدم تونسي تأسس عام 1946 في مدينة مجاز الباب، ولاية باجة، يلعب هذا الفريق في الرابطة التونسية الثالثة لكرة القدم مستوى أول في موسم 2023 - 2024.

## وصلات خارجية
- صفحة النادى المجازي على موقع كوووة.
- الموقع الرسمي للجامعة التونسية لكرة القدم.